# Динг Донг (музичка група)
Динг Донг је српска хип хоп група из Ниша. Они припадају, тзв. првом таласу српског репа и стварали су највише под утицајем групе House of Pain. Издали су три албума. Са другог и трећег албума издвојиле су се песме „Ћелав сам па шта!?“ и „ОШ кош лош још“, којима стичу велику популарност. У њиховим текстовима доминира шаљив дух, са хумором и дијалектом карактеристичним за јужну Србију, а посебно за Ниш. Текстови су пуни локалних пошалица и акцената, који карактеришу нишки говор. После неколико година рада, група престаје да буде активна и неки њени чланови настављају соло каријере. Група се с времена на време окупља, за потребе повремених наступа.

## Дискографија

### Албуми

#### Нема Проблема - (1997)
ИТММ
1. Ding Dong In...
2. Нема Проблема
3. Скини се
4. Луда игра
5. Моја машта
6. Break
7. Наш град
8. Паззи! (Демо '96)
9. Тотално другачији
10. ... Да ли то сам ја?
11. Крај.
12. Бескрајни сан

#### South Side - (1999)
Centro Scena
1. South Side
2. Ћелав сам, па шта!?
3. Исти као некада
4. Gangsta
5. Ми то радимо овако
6. 2-3 X У 4-5 Месеци
7. Ја сам тај
8. Субота
9. Помери се ...
10. Boy From Tha Hood
11. Песме ти неће помоћи
12. Љубав на 1. поглед
13. М.И.И.Р.
14. Више ни 1. дан
15. Outstrumental

#### Скроз - (2002)
Сити рекордс, Be Bop Records
1. Нисам под либелу
2. Почетак
3. ОШ кош лош још
4. Милојко 1
5. Блесаве мисли
6. Интерв You
7. Боље гроб него сноб
8. Семплови (Роби улуповао)
9. Под лупом
10. Боли ме Q
11. Милојко 2
12. Живела разлика
13. Сиса - Виме
14. Радос'
15. Смеј се
16. Крај

### Спотови
- Спот за песму „Ћелав сам, па шта!?“
- Спот за песму „ОШ кош лош још“
- Спот за песму „Под лупом“